# 岸田辰彌
岸田 辰彌（きしだ たつや、1892年9月30日 - 1944年10月16日）は、宝塚歌劇団の演出家、オペラ歌手。東京市銀座生まれ。
宝塚歌劇団で日本初のレビュー『モン・パリ』を作った。父親はジャーナリストの岸田吟香、兄は洋画家の岸田劉生。妻は宝塚歌劇のスターだった浦野まつほ。

## 略歴
1892年（明治25年）、明治の先覚者、岸田吟香の五男として東京市銀座に生まれる。すぐ上の兄が「麗子像」で有名な洋画家の岸田劉生。7男5女の兄弟の中で、2人は特に仲が良かったため、交流が深く、劉生作の肖像画が残っている（岸田辰弥之像：1929年（昭和4年）作、劉生が日本で描いた最後の肖像画）。
岸田は、1919年（大正8年）小林一三が国民劇創設のため作った「男子養成会」の創設メンバー・男子専科生第2期生として宝塚入り（同期には後輩演出家の白井鐵造もいた）。初期の宝塚歌劇において非常に重要な作家であり、多才な人物として知られる。
浅草オペラで活躍後、宝塚歌劇団の演出家になり、一年余の欧米の劇場視察から帰国後の1927年（昭和2年）、日本初のレビュー『モン・パリ』を作った。この作品は、レビューの本場である海外を視察した岸田自身をモデルとした主人公が、パリや外国の風景を再現するという内容のレビューである。幕なし16場・登場人物延べ数百人・上演時間1時間30分という、それまでの常識を覆すもので、少人数・短時間の公演をしてきた宝塚歌劇団にとって考えられないほどの大作、大変大掛かりなものだった。そして、今や宝塚のシンボルとなった大階段やラインダンスの登場など、「宝塚歌劇スタイル」を確立した記念すべき作品である。この『モン・パリ』は宝塚歌劇団初のロングランとなった。また岸田が作詞した同作の主題歌「うるわしの思い出 モン・パリ」は当時の流行歌として全国的に広まり、日本コロムビアから発売された同曲のレコードは通信手段の発達していない当時で約10万枚を売り上げ、大ヒットを記録した。
1938年、星組公演『満洲より北支へ』が最後の作品となった。その後1944年に52歳で死去。墓所は多磨霊園。
没後の2014年に宝塚歌劇団創立100周年で設立された「宝塚歌劇の殿堂」の最初の100人の一人として殿堂入りを果たす。

## エピソード
- 日米開戦後、レビュー視察などで西洋をよく知る岸田は息子に向かって「日本が負ける。日本はアメリカの力を知らなさすぎる。戦争は絶対にいかん」と断言したという。晩年は宝塚歌劇に迫り来る軍国主義に創作意欲はなくなり、「今は一行も書けない。戦争の脚本は書けない」と息子に打ち明け、家にこもり酒に溺れ、終戦の前年となる1944年10月に死去する。皮肉にも最後の作品である『満洲より北支へ』は国策物であった[9]。
- 宝塚歌劇団では岸田の偉業を称え、『モン・パリ』初演の初日（1927年9月1日）にちなんで毎年9月1日を「レビュー記念日」とし、通常の公演終了後にイベント（ミニコンサート）が行われていた。ちょうど80年後に当たる2007年の開催をもってこのイベントは終了した[10][出典無効]。

## 主な作品
- 喜歌劇「女醫者」（1919年）
- 歌劇「毒の花園」（1920年、1925年）
- 喜歌劇「正直者」（1920年）
- 舞踊劇「月光曲」（1920年、1921年）
- 歌劇「王女ニーナ」（1921年）
- 喜歌劇「ネヴヰーライフ」（1921年）
- 夢幻的歌劇「眠の女神」（1921年）
- 喜歌劇「まぐれ當り」（1922年）
- 歌劇「シャンクンタラ姫」（1922年、1930年）：1930年6月公演には、後の妻となる浦野まつほが主演。
- 歌劇「山の悲劇」（1922年、1924年）
- 喜歌劇「牧神の戯れ」（1922年）
- 歌劇「ラッサの女王」（1922年）
- 喜歌劇「ジュリアの結婚」（1922年）
- 喜歌劇「あこがれ」（1923年）
- 歌劇「アミナの死」（1923年）
- 喜歌劇「權利」（1923年）
- 歌劇「ドーバンの首」（1923年）
- 喜歌劇「ガリガリ博士」（1923年）
- 喜歌劇「マルチンの望」（1923年）
- 喜歌劇「月下氷人」（1924年）
- 歌劇「王者の剣」（1924年）
- 喜歌劇「ほんもの」（1924年）
- 喜歌劇「小さき夢」（1924年）
- 歌劇「眼」（1924年、1934年）
- 歌劇「ユーディット」（1925年）
- 歌劇「永遠の青春」（1925年）
- 歌劇「姉と妹」（1925年）
- 喜歌劇「楽しき人々」（1925年）
- 喜歌劇「シネマスター」（1925年）
- 歌劇「カルメン」（1925年）
- 歌劇「サンドミンゴの哀話」（1925年）
- 喜歌劇「歯が痛い」（1925年）
- 歌劇「トラビアタ」（1925年）
- レビュウ「モン・パリ」（1927年、1928年）：1928年7月公演には、浦野まつほが主な出演者として出演。
- 喜歌劇「身は一つ」（1927年）
- レビュウ「イタリヤーナ」（1928年）
- ミュージカル・プレイ「ハレムの宮殿」（1928年）：フィナーレに大水槽を使用。
- 歌劇「ユーディット」（1928年）：浦野まつほ出演。
- 喜歌劇「四人の歩哨」（1928年）
- レビュウ「紐育行進曲」（1929年）：浦野まつほ出演。
- 歌劇「姉と妹」（1929年）
- 喜歌劇「エスパーダ」（1929年）
- レビュウ「シンデレラ」（1929年）：浦野まつほ主演。
- 喜歌劇「秘密の扉」（1929年）
- 喜歌劇「賣家」（1930年）
- 喜歌劇「リナルドの幽霊」（1930年）
- 喜歌劇「百萬圓」（1930年）
- 喜歌劇「とんだ間違ひ」（1930年）
- 歌劇「ジャンバルジャン」（1930年）
- ジャズオペレッタ「小間使」（1932年）
- 喜歌劇「ピストルを撃ったが」（1932年）
- 歌劇「手土産」（1932年）
- 歌劇「ヴォルガの船唄」（1933年）
- 喜歌劇「なぐられ醫者」（1933年）
- 喜歌劇「失業者」（1933年）
- オペレットレビュウ「プリンセス・ナネット」（1933年）
- オペレット「カロリーナ」（1934年）
- 喜歌劇「傑作」（1934年）：春日野八千代主演。
- 喜歌劇「四人の歩哨」（1935年）
- グランドレビュウ「満洲より北支へ」（1938年）

## 関連事項
- 1947年に『レビュー20周年記念・故 岸田辰彌追悼』と冠して花組が『モン・パリ』を上演。
- 1957年に『レビュー30周年記念』と冠して雪組が『モン・パリ』上演。
- 1977年に『モン・パリ誕生50年祭』を上演。各組のスターと卒業生も参加した。雪組と花組がそれぞれ、モン・パリ誕生50年を記念して『ザ・レビュー』を上演。
- 1987年に花組・雪組が『モン・パリ60周年』を記念して『ザ・レビュースコープ』を上演。
- 1997年に花組が『モン・パリ70周年』を記念して『ザッツ・レビュー』を上演。
- 2005年に宙組が『モン・パリ77周年』を記念して『レビュー伝説』を上演。

（以上、宝塚歌劇団公演）
- 2008年1月、歌手・遊佐未森が「モン・パリ」（作詞：岸田辰彌、作曲：J.ボアイエ・V.スコット）を収録したアルバムを発表。